# Nugufú (Ort)
Nugufú ist eine osttimoresische Siedlung im Suco Ainaro (Verwaltungsamt Ainaro, Gemeinde Ainaro).

## Geographie und Einrichtungen
Die Siedlung Nugufú liegt im Südwesten der Aldeia Nugufú in einer Meereshöhe von 1064 m. Sie befindet sich an einer kleinen Straße, die aus der benachbarten Stadt Ainaro im Süden nach Norden zum Dorf Teliga führt.
Bei der Siedlung befinden sich ein Wasserreservoir und eine Grundschule.